# Charles Radin
Charles Lewis Radin (* 15. Januar 1945 in New York City) ist ein US-amerikanischer Mathematiker und Physiker.
Radin studierte Physik am City College of New York mit dem Bachelor-Abschluss 1965 und wurde 1970 an der University of Rochester bei Gérard Emch in Physik promoviert. Als Post-Doktorand war er 1970/71 bei E. Verboven an der Universität Nijmegen, 1971 bis 1973 bei Arthur Wightman an der Princeton University und 1973/74 bei Mark Kac an der Rockefeller University. 1974 bis 1976 war er Instructor in der Gruppe von Richard Kadison an der University of Pennsylvania und ab 1976 Assistant Professor, ab 1980 Associate Professor und ab 1990 Professor für Mathematik an der University of Texas at Austin.
Er befasst sich mit Kugelpackungen und Polyeder-Packungen in euklidischen und hyperbolischen Räumen, Quasikristallen und Parkettierungen. Weiterhin interessiert er sich für Phasenübergänge zum Beispiel in weichen Materialien wie Sand (granularer Materie) und Polymerketten, bei Quasikristallen und zufälligen Netzwerken
Radin ist Fellow der American Mathematical Society (AMS).
Er ist seit 1969 verheiratet und hat ein Kind.

## Schriften
- Miles of Tiles, Student Mathematical Library, AMS 1999
- Global Order from Local Sources, Bulletin AMS, 25, 1991, 335-364
- Tiling, periodicity, and crystals, J. Math. Phys. 26, 1985, 1342–1344.
- Low temperature and the origin of crystalline symmetry, International  J. Mod. Phys., B1, 1987, 1157–1191
- Orbits of orbs: sphere packing meets Penrose tilings, American Mathematical Monthly, 111, 2004, 137–149
- Quasicrystals, Scholarpedia
- Symmetry and Tilings, Notices AMS, 42, 1995, 26-31
- Quasicrystals and Geometry, Notices AMS, 43, 1996, 416
- A revolutionary material, Notices AMS 60, Nr. 3, 2013, 310